# 十返舍一九
十返舍一九（日语：／ Jippensha Ikku，1765年（明和2年）—1831年9月12日（天保2年8月7日）），日本江戶時代后期作家、浮世绘师，也是最早在日本靠文笔自食其力的作家，與式亭三馬被稱為日本滑稽小說兩大作家。

## 生平
出生於日本駿府城（位於今靜岡縣），本名重田貞一，幼名市九。通称与七、幾五郎。号醉翁、十返舍。
天明3年（1783年）（19岁），在大阪流浪，認識若竹笛躬等人，開始寫作，1795年發表黃表紙處女作《心學鐘草》（心学時計草）。著有《東海道中膝栗毛》、《怪談雨夜鐘》、《鬼怪太平記》、《江之島土產》、《詼諧二日醉》、《金草鞋》等。